# Charly Terstappen
Charly Terstappen, bürgerlich Manfred August Terstappen, (* 26. März 1953) ist ein deutscher Schlagzeuger und Produzent, der für seine Zusammenarbeit mit  Künstlern und Bands wie Wallenstein, Marius Müller-Westernhagen, Rheingold, The Lords, Diamanda Galas und Nena bekannt ist.

## Karriere
In den späten 1970er Jahren begann Charly Terstappen seine musikalische Karriere als Schlagzeuger der Band Wallenstein. 1978 erzielte die Band mit dem Song „Charline“ einen großen Erfolg und erreichte die Spitzenposition in den deutschen Charts. Terstappen spielte vier Jahre lang bei Wallenstein, einer Band, die laut dem German Rock Lexikon eine ganze Zunft an Vollblutmusikern hervorgebracht hat und die musikalische Entwicklung in Deutschland maßgeblich beeinflusste.

### Erfolg mit Belfegore und internationale Tourneen
1984 erreichte Terstappen mit der Band Belfegore die Nummer 1 der US-Videocharts mit dem Titel „All That I Wanted“. Die Band absolvierte eine USA-Tour und trat als Vorgruppe für U2 auf deren Europatournee auf. Diese Zeit markierte den internationalen Durchbruch für Terstappen und festigte seinen Ruf als vielseitiger und talentierter Schlagzeuger.

### Zusammenarbeit mit Marius Müller-Westernhagen
In den frühen 1980er Jahren begann Charly Terstappen seine langjährige Zusammenarbeit mit dem Rockmusiker und Schauspieler Marius Müller-Westernhagen. Von 1981 bis 1993 war er ein fester Bestandteil von Müller-Westernhagens Band und arbeitete an mehreren erfolgreichen Alben mit. Die Alben „Stinker“, „Westernhagen“, „Halleluja“, „Westernhagen Live“ und „Jaja“ wurden mehrfach mit Platin- und Goldauszeichnungen geehrt.
Ein Höhepunkt dieser Zusammenarbeit war die „Jaja“-Stadiontour 1992, die mehr als eine Million Zuschauer anzog. Das Album „Westernhagen Jaja“ wurde vom Fachblatt Musik Magazin zur nationalen LP des Jahres 1992 gekürt. Für seine Arbeit erhielt Terstappen den Ampex Golden Reel Award für „Westernhagen Live“.

### Engagements in den 1990er Jahren
In den 1990er Jahren setzte Charly Terstappen seine erfolgreiche Karriere fort. Er arbeitete mit den Kölner Kultmusikern von LSE, darunter Tommy Engel, und Gerd Köster an diversen CD-Produktionen. 1992 war er maßgeblich an der Kampagne „Arsch huh, Zäng ussenander“ beteiligt, die von Wolfgang Niedecken (BAP) initiiert wurde und sich gegen Rassismus und Neonazis richtete. Das Konzert auf dem Chlodwigplatz in Köln zog mehr als 100.000 Menschen an und gilt als historisches Ereignis.
Mit seiner von Müller-Westernhagen produzierten Band DV8 erreichte Terstappen die Nummer 1 in den Network-Charts. Auch das Off-Broadway-Musical „Hedwig and the Angry Inch“ gehörte zu seinen Projekten in dieser Zeit.

### Gründung von MGB-Records und weitere Projekte
Im Jahr 2000 gründete Charly Terstappen sein eigenes Plattenlabel MGB-Records. Parallel dazu stieg er als Schlagzeuger bei der Kultband „The Lords“ ein und spielte bei „Farfarello“. Er wurde zudem für Fernsehauftritte bei der Sendung „Schmidteinander“ von Udo Jürgens engagiert.

### Spätere Jahre und aktuelle Aktivitäten
In den letzten Jahren trat Charly Terstappen live mit seiner Band „CHARLY T. ALLSTARS“ auf und war bei der Westernhagen-Tribute-Show Nr. 1 „MARIUZZ“ zu sehen. Er nahm auch an diversen Jam-Sessions und Gastauftritten bei der Zeltinger Band, Arno Steffen und Sascha Klaar teil.
2013 kam es zu einem Relaunch mit Belfegore, bei dem alte und neue Aufnahmen live präsentiert wurden. Anlass war die Verwendung von „All That I Wanted“ im Blockbuster-Film „Verblendung“ (2011) mit Daniel Craig, der einen Oscar für die beste Filmmusik erhielt.
Im selben Jahr führte Terstappen ein 15-minütiges Solo auf einem speziell für ihn vom Düsseldorfer Künstler Imi Knoebel hergestellten Kunstobjekt auf. Dieses außergewöhnliche Ereignis wurde vor geladenen VIP-Gästen gefilmt.

### Persönliches und Musikalische Einflüsse
Charly Terstappen, der auf der Volksschule im Fach Musik meist eine Vier hatte, entschied sich schon mit 13 Jahren für eine Karriere als Musiker. Die Musik der Beatles und der Rolling Stones inspirierte ihn und sein großes Vorbild wurde später Keith Moon, der Schlagzeuger von The Who.
Seine Karriere ist geprägt von einer bemerkenswerten Vielseitigkeit und zahlreichen Erfolgen in verschiedenen musikalischen Projekten und Genres. Terstappen bleibt eine bedeutende Figur in der deutschen Musikszene und setzt seine Leidenschaft für Musik bis heute fort.